# Krauss-Maffei ML 500 C
Die Industrie- und Werklokomotive ML 500 C wurde zwischen 1954 und 1966 bei Krauss-Maffei gebaut.

## Geschichte
Die Lokomotiven des Typs ML 500 C sind konstruktiv ähnlich aufgebaut wie die V 36 und die kleinere Schwesterbaureihe ML 440 C. Das Führerhaus ist im Gegensatz zur V 36 etwas mehr in Richtung Fahrzeugmitte verschoben und etwas erhöht angeordnet. Damit ergaben sich bessere Sichtverhältnisse. Der Antrieb der Achsen erfolgt über eine an einem Fahrzeugende angeordnete Blindwelle über den Kuppelstangen. Der Achsstand beträgt 3 m, so dass sehr enge Gleisradien bis 50 m Radius befahren werden können. Auch die geringe Achslast je nach Bauart 16 bis 18 t war für Industriebetriebe sehr interessant.
Die Maschinen wurden serienmäßig mit einem schnelllaufenden Mercedes-Benz-Motor Typ MB 836 Bb ausgeliefert. Der Motor erreiche durch einen Turbolader eine Leistung von 500 PS. Da im Gegensatz zur ML 440 C anstatt des MAN-Motors der kleinere MB-Motor verwendet wurde, konnte die vordere Haube deutlich niedriger gestaltet werden. Sie konnte so weit gekürzt werden, dass Platz für einen Umlauf entstand. Bekannt ist auch, dass der MB-Motor im Zuge einer fälligen Revision durch einen Caterpillar 3412 DI-TA ersetzt werden konnte.
Durch die Übernahme der Wilhelmsburger Industriebahn gelangten 1962 zwei Exemplare in den Bestand der Deutschen Bundesbahn (DB), die diese nun als Baureihe V 50 einreihte. Da allerdings ausreichend Lokomotiven der Baureihe V 60 zur Verfügung standen, wurden die beiden Einzelgänger schon 1964 verkauft. Die V 50 001 gelangte zur Verden-Walsroder Eisenbahn, wo sie ihre DB-Betriebsnummer zunächst behielt.
Ein Großteil der gebauten Lokomotiven ist inzwischen ausgemustert und ihr Verbleib ist unbekannt. Etwa 20 Exemplare sind erhalten, darunter die ehemalige V 50 001 der DB, die von der Schwäbischen Alb-Bahn GmbH eingesetzt wird.

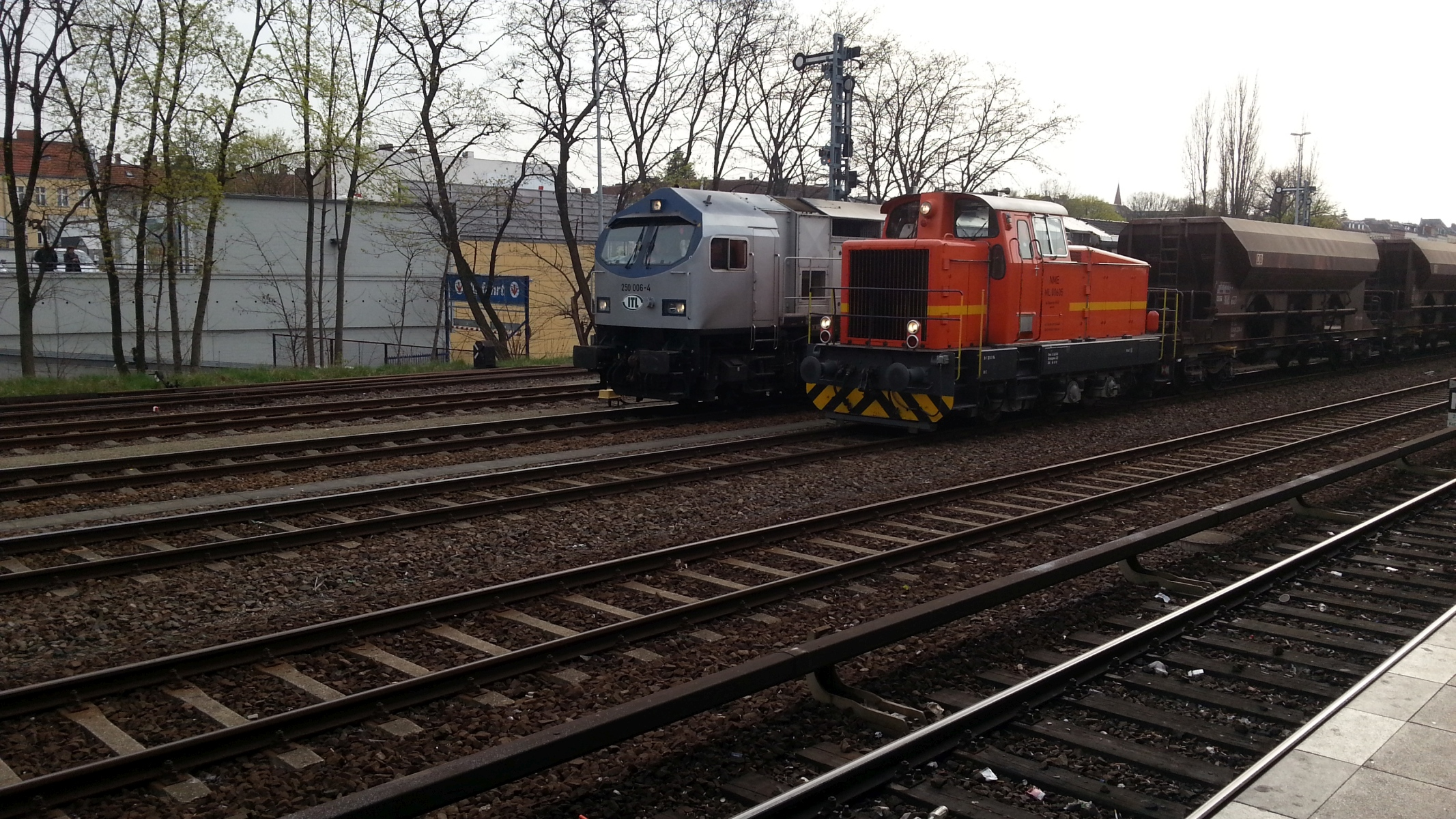
ML 500 C der NME in Berlin-Neukölln
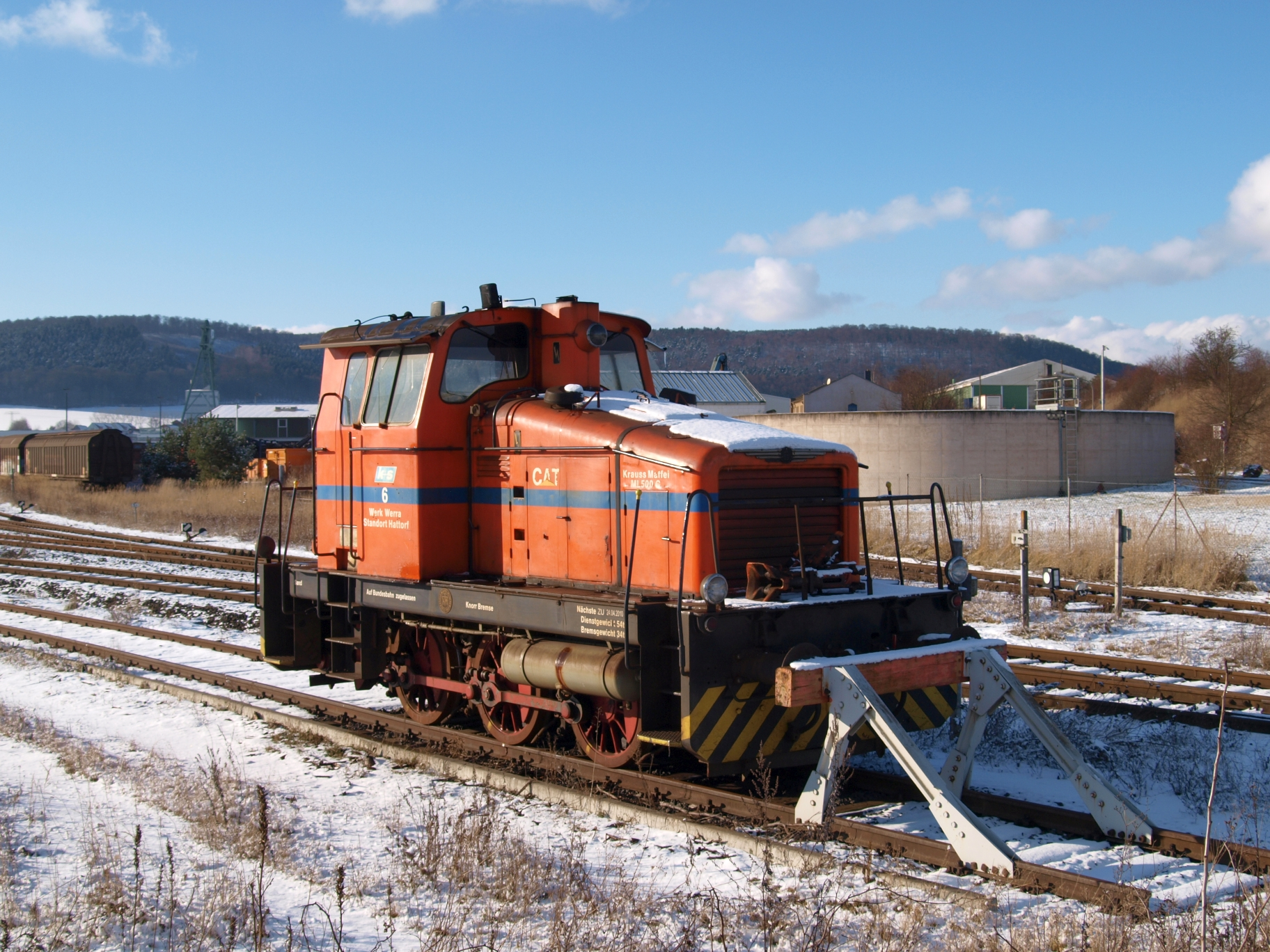
Ehemalige Lok 6 von K+S (Werk Werra) in Merkers
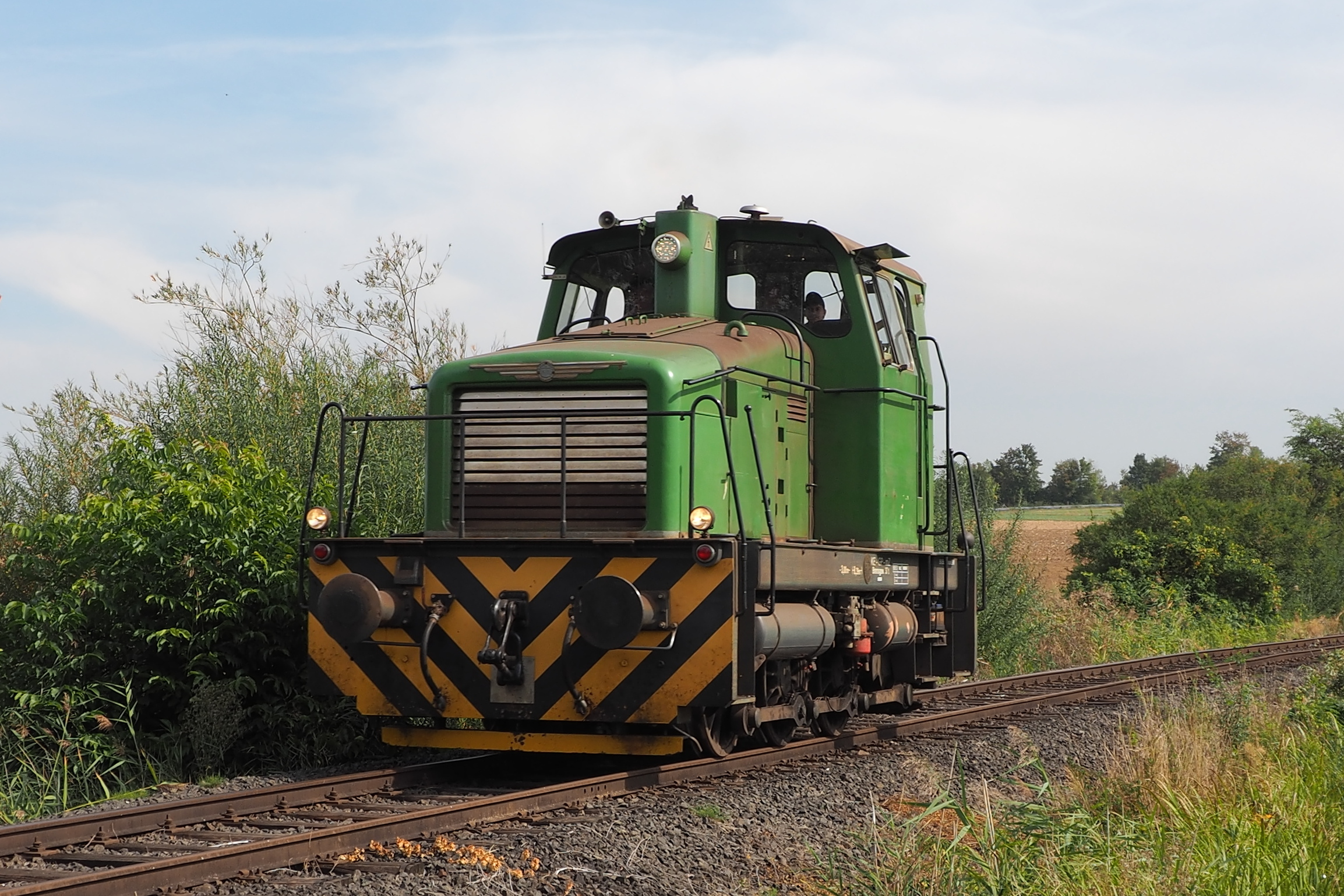
Lok 7 der EFW in Münzenberg